# Okoč
Okoč és un poble i municipi d'Eslovàquia que es troba a la regió de Trnava, a l'oest del país.

## Història
La primera menció escrita de la vila es remunta al 1268.

## Demografia
| Godina             | 1994 | 2004   | 2014   | 2024   |
| ------------------ | ---- | ------ | ------ | ------ |
| Nombre de persones | 3587 | 3752   | 3631   | 3661   |
| Diferència         |      | +4,59% | −3,22% | +0,82% |

| Godina             | 2023 | 2024   |
| ------------------ | ---- | ------ |
| Nombre de persones | 3672 | 3661   |
| Diferència         |      | −0,29% |

## Viles agermanades
- Levél, Hongria
- Nyúl, Hongria